# CoRoT-7
CoRoT-7 è una stella nana individuata dalla sonda francese COROT, situata nella costellazione dell'Unicorno. Dista circa 490 anni luce dal sistema solare e attorno alla stella sono stati individuati nel 2009 almeno due pianeti extrasolari della categoria delle super Terre.

## Posizione e caratteristiche
La stella si trova nel campo visivo denominato LRa01 della suddetta sonda nella costellazione dell'Unicorno. Nonostante alcuni dati parlino di una nana arancione di classe K0V, anche se alcuni la classificano come nana gialla di classe G9V. È più giovane della nostra stella, che ha un'età di 4,6 miliardi di anni, ed è leggermente meno massiccia e con un raggio pari all'81% di quello del Sole.

## Sistema planetario
Con la missione COROT sono stati scoperti nel 2009 due pianeti classificati come Super Terra, CoRoT-7 b e CoRoT-7 c, più un terzo pianeta, CoRoT-7 d, inizialmente non confermato, di circa 17 masse terrestri. Uno studio del 2022 ha poi confermato il terzo pianeta riclassificato come mininettuno insieme a CoRoT-7 c. Solo il primo pianeta, CoRoT-7 b, è stato scoperto con il metodo del transito e quindi per gli altri, scoperti con il metodo della velocità radiale, non sono conosciuti raggio e densità, in quanto non è nota l'inclinazione orbitale rispetto al punto di vista della Terra.
Nonostante la stella madre sia leggermente meno massiccia e calda del Sole, la distanza dei pianeti è molto minore di quella che divide Mercurio dal Sole stesso, il che porta ad stimare temperature superficiali per i pianeti del sistema piuttosto elevate.

## Prospetto del sistema

### Prospetto sul sistema
| Pianeta | Tipo        | Massa             | Raggio         | Periodo orb.         | Sem. maggiore | Eccentricità |
| ------- | ----------- | ----------------- | -------------- | -------------------- | ------------- | ------------ |
| b       | Super Terra | 4,8 ± 0,8 M⊕      | 1,58 ± 0,10 R⊕ | 0,853 giorni         | 0,0172 UA     | 0            |
| c       | Mininettuno | 13,29 ± 0.94 M⊕   | —              | 3,697 ± 0,005 giorni | 0,046 UA      | 0            |
| d       | Mininettuno | 17,142 ± 2,552 M⊕ | —              | 8,966 ± 1,546 giorni | 0,08 UA       | 0            |